# Епархия Суанлока
Епархия Суанлока (лат. Dioecesis Xuanlocensis) — епархия Римско-Католической Церкви в уезде Суанлок, Вьетнам. Епархия Суанлока входит в митрополию Хошимина. Кафедральным собором епархии Суанлока является церковь Христа Царя.

## История
14 октября 1965 года Римский папа Павел VI издал буллу «Dioecesium partitiones», которой учредил епархию Суанлока, выделив её из архиепархии Хошимина

## Ординарии епархии
- епископ Joseph Lê Van Ân (14.10.1965 — 17.06.1974);
- епископ Dominique Nguyên van Lang (1.07.1974 — 22.02.1988);
- епископ Paul Marie Nguyên Minh Nhât (22.02.1988 — 30.09.2004);
- епископ Dominique Nguyên Chu Trinh (30.09.2004 — 07.05.2016).

## Источник
- Annuario Pontificio, Libreria Editrice Vaticana, Città del Vaticano, 2003, стр. 958, ISBN 88-209-7422-3
- Булла Dioecesium partitiones (лат.) // Acta Apostolicae Sedis. — Typis Polyglottis Vaticanis, 1966. — Num. 58. — P. 426—427. Архивировано 25 ноября 2021 года.